# 卡爾·利奧波德 (梅克倫堡-施威林)
卡爾·利奧波德（德語：Karl Leopold，1678年11月26日—1747年11月28日），梅克倫堡-施威林公爵，1713年至1747年在位。

## 家庭
1716年，卡爾·利奧波德與葉卡捷琳娜·伊萬諾芙娜結婚，兩人的獨女安娜·利奧波多芙娜於1718年出生。